# 르완다 혁명
르완다 혁명(르완다어: muyaga, 영어: Rwandan Revolution)은 1959년부터 1961년까지 르완다의 세 종족 중 두 종족인 후투족과 투치족 사이에 일어난 르완다의 종족 폭력 기간이었다. 혁명을 통해 국가는 벨기에 식민 통치 하의 투치족 군주제에서 후투족이 지배하는 독립국으로 전환되었다.

## 같이 보기
- 르완다의 역사
- 콩고 위기
- 부룬디 왕국